# Reattore nucleare UHTREX
L'Ultra High Temperature Reactor Experiment (UHTREX) era un esperimento effettuato su un reattore nucleare raffreddato a gas sperimentale iniziato nel 1959 e durato circa 12 anni. 
UHTREX era situato presso i laboratori di Los Alamos e raggiunse la sua piena potenza nel 1969. 
L'obbiettivo dell'esperimento era di testare i vantaggi di usare un carburante semplice contro gli svantaggi di un ciclo di raffreddamento contaminato con l'obbiettivo finale di trovare maniere per ridurre i costi dell'energia nucleare.  
Il concetto dell'UHTREX nacque dalla precedente tecnologia sviluppata nel progetto del ROVER.

## Struttura del nocciolo

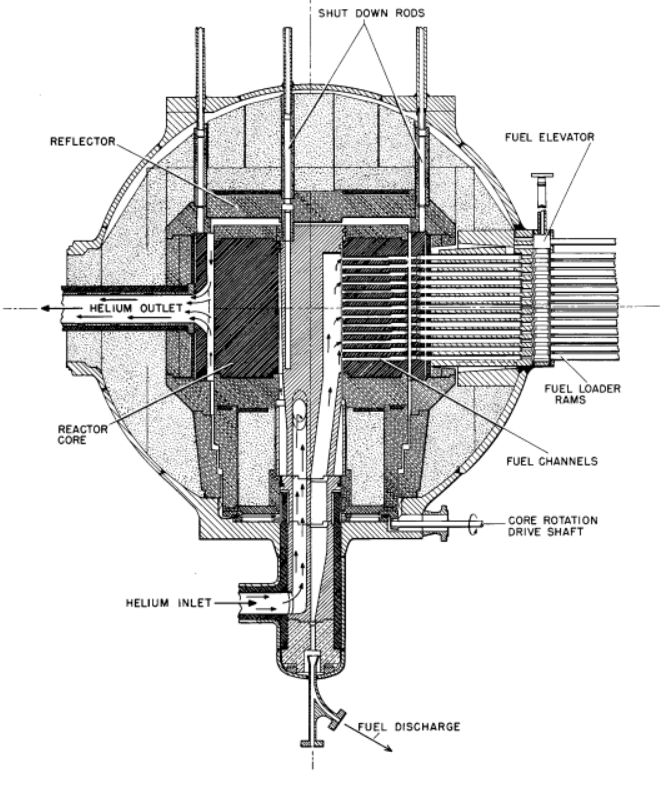
Sezione di un reattore UHTREX

Il nocciolo dell'UHTREX è costituito da una cilindro di grafite, con 312 canali per il combustibile nucleare. I canali sono posti su 13 file da 24 canali l'una, ogni canale attraversa l'intero reattore e può contenere fino a quattro elementi di materiale fissile, tali caratteristiche consentono di poter rifornire il reattore senza interruzioni del servizio.
Per rifornirlo viene inserito un nuovo elemento all'interno del canale che spinge fuori il vecchio elemento, a piena potenza si cambiano tra uno e sei elementi al giorno, in base alle caratteristiche del combustibile.
Questo tipo di reattori può produrre 3 MW termici.

## Vantaggi e svantaggi
Un tipico reattore nucleare prevede che i pellet di materiale fissile siano mantenuti separati dall'acqua del circuito primario o rivestendo i singoli pellet con appositi materiali o facendo scorrere il liquido refrigerante in apposite condotte; tale procedura causa l'accumulo di alcuni prodotti di fissione all'interno del combustibile stesso, generando il fenomeno dell'avvelenamento del reattore.
Inoltre il rivestimento metallico o la presenza di condutture, spesso costituite da materiali metallici, impone un funzionamento del reattore a temperature molto minori rispetto a quelle effettivamente sostenibili dal combustibile nucleare, abbattendo il rendimento del reattore.
Nel reattore UHTREX il problema dell'avvelenamento del reattore veniva risolto utilizzando un materiale poroso ottenuto rivestendo di ossido d'uranio dei cilindri in carbonio precedentemente trattati con del nitrato di uranile, in maniera tale da rendere poroso il carbonio e quindi aumentare il rivestimento di ossido d'uranio, in tal modo si consentiva ai prodotti della fissione di migrare dalla barra di combustibile al liquido refrigerante da cui potevano poi essere rimossi e quindi di evitare l'accumulo di veleni neutronici nel reattore, tra l'altro si prevedeva un ridotto costo nella produzione di tale combustibile rispetto agli altri combustibili del tempo.
Tale migrazione era possibile grazie alle alte temperature raggiunte dal reattore; tali temperature erano ottenibili poiché erano assenti le parti metalliche che costituivano un problema nella tipica configurazione dei reattori.
Il ridotto avvelenamento consentiva infine di utilizzare meglio il combustibile arrivando a consumare anche il 50% del materiale fissile prima di dover cambiare il pellet.
Tuttavia tale soluzione non era priva di notevoli svantaggi: il combustibile poroso causava un'elevata contaminazione di tutte le parti del circuito primario andando a incrementare i rischi in caso di perdita del circuito stesso, che avrebbe potuto costituire un grave pericolo sia per il personale sia per l'ambiente.
Inoltre l'elevato livello di contaminazione del primario rendeva impossibile aprire il vessel del reattore, richiedendo un sistema comandato in remoto per poter cambiare il combustibile.

## Specifiche tecniche
- Combustibile: Uranio ad alto arricchimento
- Potenza: 3 MW termici
- Materiale del nocciolo: grafite
- Moderatore: grafite
- Vessel: sferico, 4 metri di diametro 4,44 centimetri di spessore in acciaio
- Canali per il combustibile: 312 canali, ognuno di 2,7 centimetri di diametro interno e 60 centimetri di lunghezza in grado di contenere 4 elementi di combustibile
- Elementi di combustibile: ognuno da 25,4 mm di diametro esterno, 12,7 mm di diametro interno e 139,7 mm di lunghezza
- Refrigerante: Elio, pressione: 3,45 MPa, temperature operative: 871 °C all'ingresso e 1.316 °C all'uscita, portata 1,294 kg/s